# El Madher
El Madher (en arabe المعذر, en tamazight : ⵜⴰⵃⵓⵎⴰⵎⵜ, Taḥumamt) anciennement Aïn-El-Ksar, (Casae dans l’Antiquité), est une commune de la wilaya de Batna en Algérie, située à 24 km au nord-est de Batna et à 110 km au sud de Constantine.

## Géographie

### Relief et hydrographie
Le territoire de la commune se trouve à plus de 1 100 m d'altitude au pied du mont Bouarif, près du Kef Lahmar (le rocher rouge).

### Situation
Le territoire de la commune d'El Madher est situé au nord-est de la wilaya de Batna.
| Djerma | Boumia            | Boumia  |
| Fesdis | El Madher         | Chemora |
| Fesdis | Ouyoun El Assafir | Timgad  |

### Transports
El Madher est traversée par le chemin de wilaya no 26.

### Localités de la commune

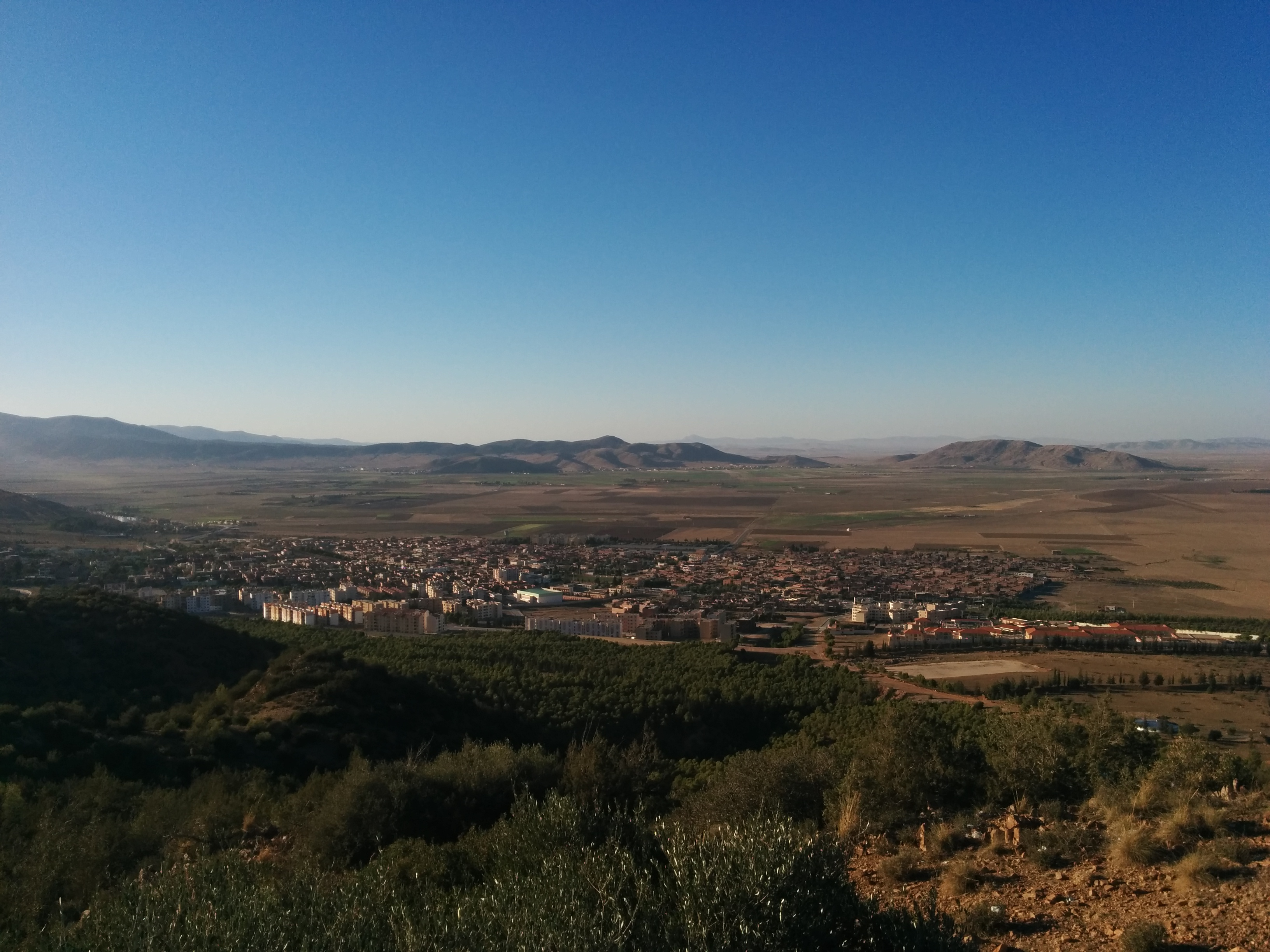
Vue de Tahammamet

La commune d'El Madher est composée à sa création de 9 localités :
- Aïn Igni
- Domaine Araar
- Domaine Ben Ahmed
- El Ma Lekhal
- El Mahder
- Hamchir Bouziane
- Mechta Mansouri
- Ouamiche
- Ouled Aoudj

## Histoire

### Pendant la colonisation française
Depuis le 29 décembre 1884, le douar El Madher fait partie de la commune mixte d'Aïn El-Ksar avec une population de 30 800 musulmans et 500 Français en 1937. En 1957 un décret de la suppression générale des communes mixtes fait naître la commune d'El Madher et autres (Djerma, Chemora et Boumia).

## Toponymie
La ville a eu plus d'un nom : Casae, puis Aïn-El-Ksar, El Madher, et Ouled Athmen, en passant par son nom chaoui Tahamamt, qui signifie « turban ».

## Démographie

### Pyramide des âges
| Hommes | Classe d’âge | Femmes |
| ------ | ------------ | ------ |
| 0,56   | 80 ans et +  | 0,62   |
| 1,26   | 70 à 79 ans  | 1,33   |
| 1,5    | 60 à 69 ans  | 1,68   |
| 3,83   | 50 à 59 ans  | 3,85   |
| 5,97   | 40 à 44 ans  | 6,02   |
| 7,18   | 30 à 39 ans  | 7,56   |
| 10,11  | 20 à 29 ans  | 9,81   |
| 10,65  | 10 à 19 ans  | 10,19  |
| 8,87   | 0 à 9 ans    | 9      |
| 0,01   | nd           | 0,01   |

| Hommes | Classe d’âge | Femmes |
| ------ | ------------ | ------ |
| 0,49   | 80 ans et +  | 0,48   |
| 1,21   | 70 à 79 ans  | 1,23   |
| 1,77   | 60 à 69 ans  | 1,8    |
| 3,43   | 50 à 59 ans  | 3,37   |
| 5,04   | 40 à 49 ans  | 5,25   |
| 6,80   | 30 à 39 ans  | 6,88   |
| 10,74  | 20 à 29 ans  | 10,39  |
| 11,29  | 10 à 19 ans  | 10,84  |
| 9,69   | 0 à 9 ans    | 9,25   |
| 0,02   | nd           | 0,03   |

### Évolution démographique
| 1966  | 1977   | 1984   | 1998   | 2008   |
| ----- | ------ | ------ | ------ | ------ |
| 9 753 | 11 482 | 14 000 | 15 565 | 18 502 |

## Administration et politique

### Santé
La commune est dotée d'un établissement hospitalier spécialisé (EHS) destiné aux maladies psychiatriques, qui existe depuis les années 1970, et qui a été rénové et élargi en 2010. L'EHS est bâti sur les hauteurs de la ville, aux abords d'une forêt de pins. Il a 150 lits, sur une superficie avoisinant les 7 ha. L'EHS est composé d'un bloc d'urgences médicales et de plusieurs pavillons (hommes, femmes, et enfants), d'un laboratoire d'analyses et plusieurs structures ergothérapeutiques et d'une zone de loisirs pour les malades.

### Éducation
À El Madher, on peut avoir des cours de musique dans plusieurs endroits, mais il existe une école de musique où l'enseignement musical est adapté à tous les âges et à tous les niveaux.

## Patrimoine

### Fêtes et festivals
Le salon (festival) de la vache laitière est un salon annuel qui dure trois jours, consacré aux bovins. Sa première édition a été ouverte en 2006. Tout au long de sa période, différentes activités sont réalisées en parallèle avec le salon (chants traditionnels, dégustation de plats et mets des différentes régions du pays, exposition de bijoux, d'habits et de poteries).

## Vie quotidienne

### Activités artistiques et culturelles
La commune d'El Madher est connue dans la wilaya de Batna par être riche d’activités culturelles notamment dans le secteur de la musique, liées à l'ouverture du centre culturel en 1989, en plus de l'entreprise artistique créée 2011 par l'APC qui aide les porteurs de projets du secteur artistique et culturel.

### Sports
Le football est représenté par le Mouloudia Chabab Baladiat El Madher (MCBE), un club amateur créé en 1969, et qui évolue dans la régionale 2 de ligue de Batna.

## Personnalités liées à El Madher
Donatus vers 300 Evēque et chef de la secte des donatiens.
- Amar Mellah (1938-),Commandant ALN, écrivain et homme politique, y est né,
- Abdelmadjid Chikhi Docteur et Directeur Général du centre national des archives y est né.
- Amar Zegrar ex. Sécretaire Général de la Présidence de la République 1995 à 1999 , y est né.
- Rachid Hamatou (1961-), journaliste, y est né.
- Abdelmadjid Abdessemed, militant indépendantiste algérien, y est né le 13 août 1931. Durant la guerre de libération algérienne, il est chef de la zone 2 de la wilaya I (les Aurès). Il tombe au champ d’honneur le 2 décembre 1960[14].
- Abdelhamid Mellah (1959-), Docteur et Directeur de Recherche en Génie Nucléaire et Commissaire à l'Energie Atomique COMENA, y est né,